# Cambio climático en Marruecos
El cambio climático en Marruecos se espera que impacte significativamente Marruecos en múltiples dimensiones, así como en otros países en la región del Medio Oriente y África del Norte. Como país costero con climas calientes y áridos, los impactos medioambientales del cambio climático probablemente pueden ser varios y diversos. El análisis de estos cambios medioambientales en la economía de Marruecos muestra que habrá retos en todos los niveles de la economía, especialmente en los sistemas agrícolas y pesquerías, las cuales emplean a la mitad de la población, y representan el 14% del PIB. Además, debido a que el 60% de la población y la mayoría de la actividad industrial está en la costa, el aumento de nivel del mar es una amenaza importante para los sectores económicos claves. En el Climate Change Performance Index de 2019, Marruecos clasificó en segundo lugar en términos de preparación detrás de Suecia.

## Impactos en el medio ambiente

### Temperatura y cambios en el clima
| |
| Mapa actual/anterior de Marruecos para el período 1980-2016 según la clasificación climática de Köppen. |

| |
| Proyecciones climáticas para Marruecos para el período 2071-2100 según la clasificación climática de Köppen. |

### Aumento de nivel del mar
El 60% de la población de Marruecos vive en la costa; se espera que el aumento de nivel del mar y las inundaciones afecten significativamente a estas poblaciones. Estos efectos van a incidir especialmente en algunas actividades económicas como el turismo, la agricultura y la industria.

### Recursos de agua
Se espera que la variabilidad del clima pondrá varias presiones en los recursos de agua en Marruecos. Las proyecciones indican de 10 a 20 disminuciones en precipitación en el país, con el más severo en la región del Sahara en 2100. Además, el cambio climático reducirá el manto de nieve en las montañas de Atlas. Esto pone presión en los recursos de agua, que ya lo estaban siendo por otras fuentes como expansión de población, crecimiento urbano, industria, y turismo. Además, muchos de los acuíferos costeros se verán cada vez más estresados debido a la salinización costera.

## Impactos en las personas

### Economía

#### Agricultura
El sistema agrícola en Marruecos es especialmente vulnerable al cambio climático. La producción de cultivos proviene principalmente (87%) de la agricultura de secano.[1] Una sequía de 2016 resultó en una disminución del 70% en el rendimiento de los cultivos e impactó negativamente en la economía.

## Mitigación y adaptación

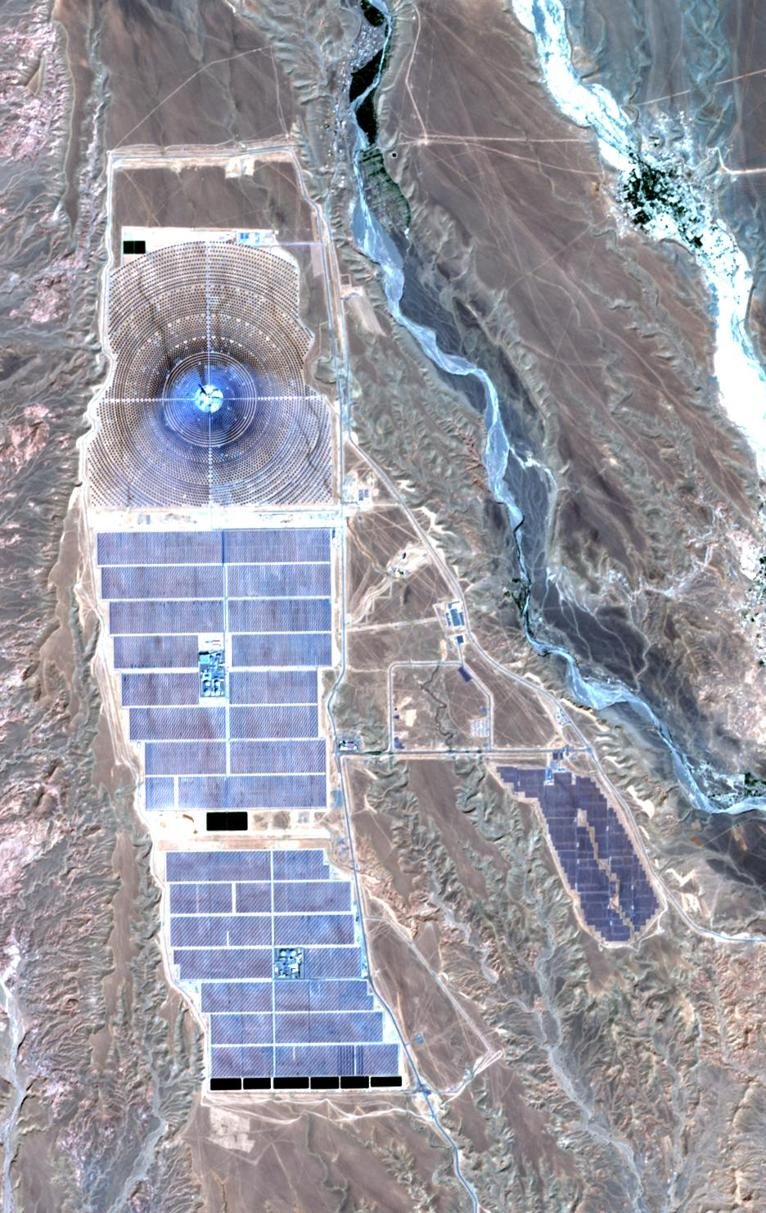
Estación Solar en Marruecos.

### Energía renovable
La energía renovable en Marruecos representa el 0.4% del balance nacional de energía (excluyendo la biomasa)  y casi el 10% de la producción de energía en 2007. La energía renovable está apoyada por fuertes fuentes de energía hidroeléctrica y por los parques de energía eólica. Marruecos planea una expansión de la capacidad y su respectiva infraestructura de energía eólica, solar e hidroeléctrica por un monto de $13 billones, que resultaría en que el país obtuviera el 42% de su electricidad de recursos renovables para 2020. El gobierno de Marruecos está interesado en aumentar la producción de energía renovable, la tarifa de petróleo del periodo enero-septiembre alcanzó cerca de lo 1,4 billones de dólares en subsidios en 2009. registrando una caída de 57,9% comparando con 2008.
Marruecos tiene un objetivo audaz de obtener más de la mitad de su energía eléctrica de fuentes renovables para 2030 y un plan de tener 2,000 MW de aire y 2,000 MW de plantas de energía solar para 2020, busca agregar 1.5 GW de capacidad renovable anualmente. Estos objetivos, junto con otras políticas de cambio climático, ayudaron a que Marruecos se posicionara como el segundo país más preparado en 2018 y 2019 de acuerdo al Climate Change Performance Index.

### Política energética
La política de energía de Marruecos se establece independientemente por dos agencias del gobierno: la Oficina de Hidrocarburos y Minería (ONHYM), que establece la política petrolera doméstica, y la Oficina Nacional de Electricidad (ONE), la cual establece políticas relativas a la electricidad. Las dos grandes debilidades de la política energética de Marruecos son la falta de coordinación entre estas dos agencias y la falta de desarrollo de las fuentes de energía domésticas.
Este país tiene algunas reservas de hidrocarburos, mayoritariamente en reservas de gas natural que han sido explotadas. Actualmente, la mayoría de la energía es producida por medio de centrales térmicas de hidrocarburos. Sin embargo, la política gubernamental está en camino de convertir una mezcla de alto contenido renovable de 42% instalado de renovables para 2020, y 52% para 2030. Las energías renovables incluyen hidroeléctrica, eólica y solar.

## Políticas de gobierno y legislación
Marruecos se posicionó en segundo lugar en su aproximación a abordar el cambio climático en el 2018 y 2019 en el Climate Change Performance Index. El gobierno de Marruecos tiene un Plan Vert el cual es una estrategia para lidiar con el cambio climático. En este plan, el gobierno se compromete a producir más de la mitad de su energía de fuentes renovables para 2030, eliminando los subsidios a los combustibles fósiles, comprometiéndose con el empleo verde, centrándose el manejo de los recursos del océano y preservando los acuíferos.